# 埼玉県浦和大久保合同庁舎

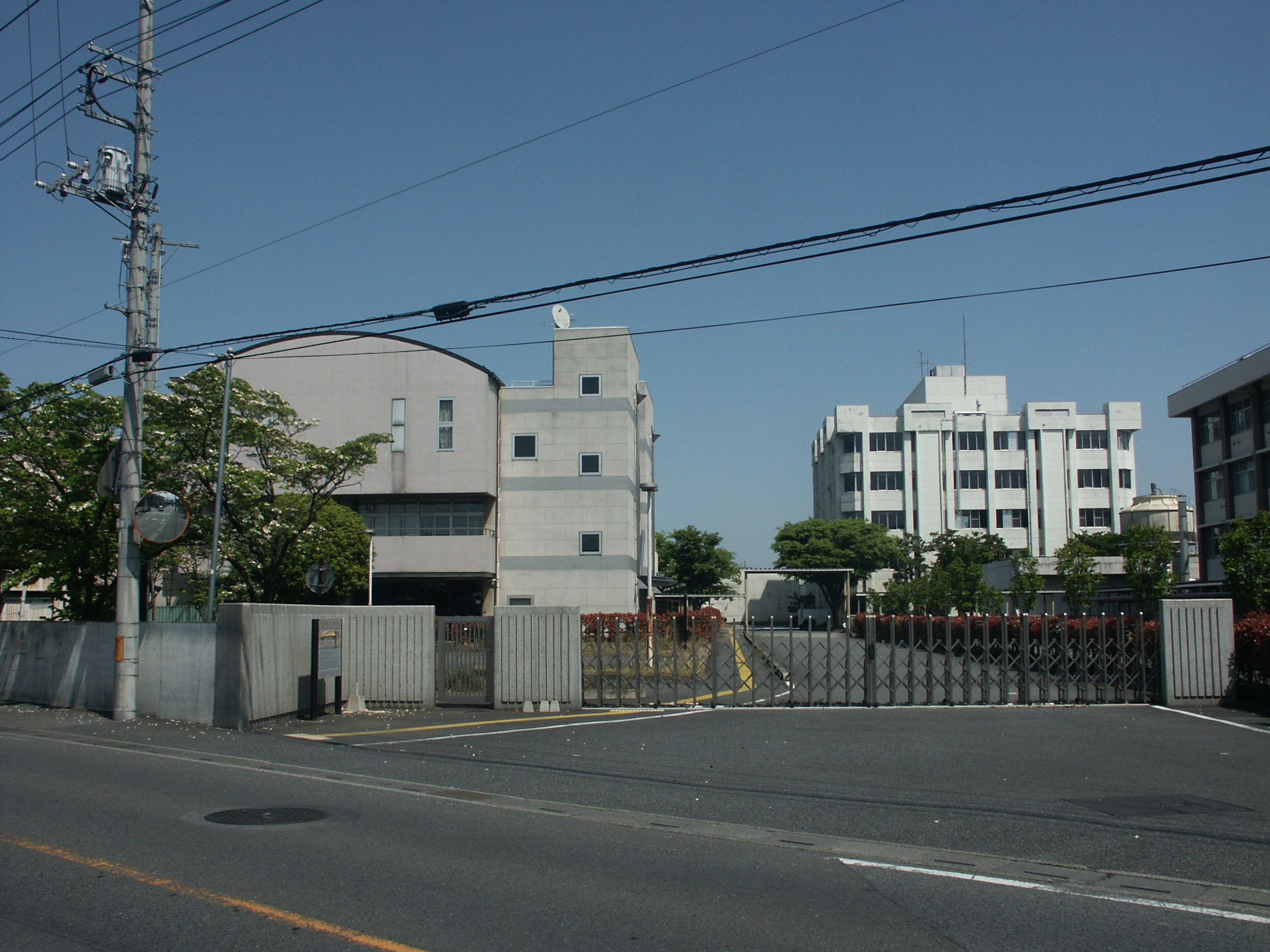
浦和大久保合同庁舎

埼玉県浦和大久保合同庁舎（さいたまけんうらわおおくぼごうどうちょうしゃ）は、かつて埼玉県さいたま市桜区大字上大久保に所在した埼玉県の合同庁舎である。隣接していた公害センターや庁舎管理者である環境研究所も他所へ移転し、配置意義が薄れてきたことや、老朽化も起因して2015年度に解体された。埼玉県の合同庁舎としては、埼玉県浦和合同庁舎が同市浦和区内にある。

## 概要
庁舎は1975年に埼玉県立衛生短期大学の校舎として建てられたものである。1999年に大学は越谷市に移転し、建物がリニューアルされ、浦和大久保合同庁舎として2000年に使用開始された。庁舎の北側は埼玉県立常盤高等学校、南側は埼玉県衛生研究所、西側は埼玉県立特別支援学校さいたま桜高等学園と隣接していた。
庁舎の入口は埼玉県道215号宗岡さいたま線沿いにあり、常盤高校とさいたま桜高等学園に挟まれた狭い通路を東に進むと庁舎の玄関があった。2015年度に衛生研究所と同時に解体された。合同庁舎と衛生研究所の敷地の間に常盤高校の敷地があるなど以前から敷地が入り組み、支障をきたしていたことから、跡地は常盤高校の施設やさいたま桜高等学園の温室などに利用される見込みと見られていた。
しかし、2022年10月にさいたま市が2025年度内に跡地を取得する意向を明らかにした。さいたま市は、跡地を取得した後に「さいたまスポーツシューレ推進施設」（仮称）を建設する予定であるとしている。だが、さいたま市議会2024年2月定例会にて、「調査検討に要する期間が長期化しているために、跡地の取得予定時期が2026年度内になる」事が明らかになった。

## 沿革

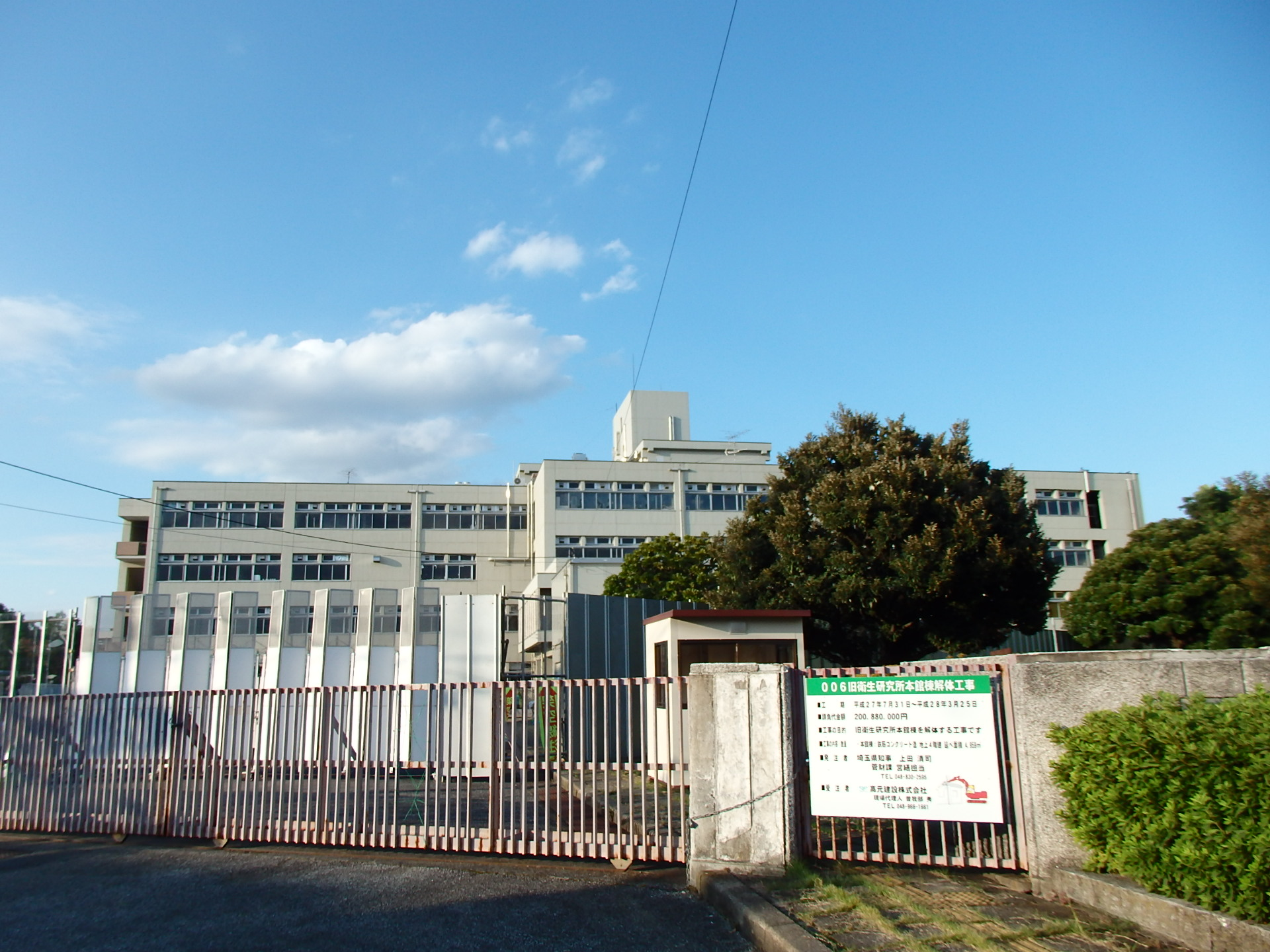
解体中の埼玉県浦和大久保合同庁舎

- 1975年（昭和50年） - 浦和市大字上大久保に埼玉県立衛生短期大学が開校。
- 1999年 - 衛生短期大学が埼玉県立大学短期大学部と校名変更され、キャンパスを浦和市から越谷市に移転。
- 2000年（平成12年） - キャンパスの一部がリニューアルされ浦和大久保合同庁舎として生まれ変わった。
- 2007年（平成19年）4月 - キャンパスの西側を改修し、埼玉県立特別支援学校さいたま桜高等学園が開校。
- 2009年（平成21年） - 庁舎解体が予定されているため埼玉シルバー人材連合・高齢者いきがい支援センターが埼玉県県民活動総合センター（伊奈町）に移転。
- 2014年（平成26年）4月1日 - 庁舎管理者である埼玉県衛生研究所が吉見町に移転。解体準備開始。庁舎に最後まで入居していた埼玉県消防学校救急救命士養成課程（救急救命士養成所）は、埼玉県立小児医療センター（2016年度にさいたま新都心に移転。さいたま赤十字病院を併設）の新病棟に設置されるまでの間、埼玉県危機管理防災センター1階に仮移転することになった。
- 2015年（平成27年） - 庁舎解体。

## 入居していた機関
- 埼玉県衛生研究所
- 埼玉シルバー人材連合
- 高齢者いきがい支援センター
- NPO埼玉ネット基金訓練 埼玉県浦和・大久保合同庁舎校
- 公益財団法人埼玉県健康づくり事業団
- 救急救命士養成所

## 所在地
- 埼玉県さいたま市桜区大字上大久保519番地1